# Jean-Philippe Florent
 (janvier 2021).
Jean-Philippe Florent, né le 30 mai 1977, est un homme politique belge francophone, conseiller municipal de la ville de Chiny, en Belgique.
De 2019 à 2024, il exerce un mandat en tant que député wallon, et de la Fédération Wallonie-Bruxelles. Il est affilié au parti écologiste belge Ecolo, coprésident de la section Ecolo Luxembourg depuis 2017.
Il occupe également des fonctions d’administrateur et de membre d’assemblée générale bénévole à Gaume Jazz et aux Jeunesses Musicales du Luxembourg Belge.

## Formation
En 1999, il obtient une licence en communication à l’IHECS de Bruxelles, puis en 2004, un master en politiques internationales à l’ULB, où il soutient un mémoire intitulé : « Task Forces in the Horn of Africa – state response to non-state threat ? » .

## Parcours professionnel
- 1999 : Journaliste Freelance pour TVLux
- 2000-2006 : Chef de projet au Forem
- 2007 : Assistant Caméraman chez Producciones en Espagne
- 2007-2008 : Assistant communication à l’European Agency for Safety Health at Work
- 2008-2009 : Assistant financier à la Commission Européenne
- 2009-2012 : Assistant communication à la Cour de justice de l'Union européenne
- 2012-2019 : Web Publisher à la Commission Européenne

## Parcours politique[5]
- 2012 - 2019 : Conseiller provincial du Luxembourg, mandat interrompu pour mener celui de député wallon en 2019.
- 2019 - 2024 : Député wallon et député à la Fédération Wallonie-Bruxelles.
- Depuis 2024 : Conseiller municipal de la ville de Chiny, en Belgique.

Un aperçu de son travail parlementaire est visible via le portail de la Fédération Wallonie-Bruxelles et via le site du Parlement Wallon.

## Mandats
Source
- Membre titulaire de la Commission de l’Éducation (2019 – aujourd’hui)
- Conseil Parlementaire interrégional (CPI) - Grande Région (2019-2024)
- Membre du Conseil Consultatif interparlementaire Benelux (2019 - 2024)
- Commission chargée de questions européennes (2019 - 2024)
- Commission de l'énergie, du climat et de la mobilité (2019 - 2024)
- Groupe de travail sur le Dialogue interparlementaire pour le Climat (2019 - 2024)
- Commission de contrôle des dépenses électorales et des communications (2019 - 2024)
- Commissions de vérification des pouvoirs réunis (2019 - 2024)
- Coprésident d’Ecolo Luxembourg (2017- aujourd’hui)
- Administrateur de l’ASBL Jeunesses musicales du Luxembourg Belge (2017 – aujourd’hui)
- Membre du conseil d’administration de Gaume Jazz ASBL (2017 – aujourd’hui)

## Sources
1. ↑  « Les 4 mandats de Jean-Philippe FLORENT », sur Cumuleo (consulté le 18 novembre 2023).
2. ↑  « Le jazz pour tous en Gaume ! », sur gaume-jazz.com (consulté le 18 novembre 2023).
3. ↑  https://www.jeunessesmusicales.be/luxembourgbelge/
4. 1 2  « Jean-Philippe Florent », sur PFWB (consulté le 18 novembre 2023).
5. ↑  « Parlement de Wallonie »
6. ↑  https://www.parlement-wallonie.be/pwpages?idleg=allleg&session=&mois=&annee=&type=all&auteur=3187&destinataire=&titre=&quest=&num=&mat_id=&mat_nom=&p=interp-questions-recherche
7. ↑  « Site internet du Parlement de Wallonie », sur Parlement de Wallonie (consulté le 18 novembre 2023).